# دومينيكو سبادا
دومينيكو سبادا (بالإيطالية: Domenico Spada)‏ مواليد 15 سبتمبر 1980 في روما، هو ملاكم محترف إيطالي يصنف ضمن فئة الوزن المتوسط.

## إحصائيات
خاض خلال مسيرته 46 نزالا، فاز في 40 وخسر في 6. فاز بالضربة القاضية في 19 نزالا.

## روابط خارجية
- دومينيكو سبادا على موقع بوكس ريك (الإنجليزية) (registration required)